# Roberto Lodati
Roberto Lodati (Caserta, 18 agosto 1893 – ...) è stato un politico italiano.

## Biografia
Esponente della Democrazia Cristiana, fu il primo sindaco di Caserta di età repubblicana, eletto in seguito alle prime amministrative del 1946, alla guida di una giunta di centro-sinistra in funzione anti-"Gallo", nome con cui era conosciuta la lista di destra capeggiata da Vincenzo Cappiello comprendente monarchici e qualunquisti. L'anno successivo, tuttavia, fu necessario tornare a nuove elezioni dopo il distaccamento delle frazioni di Casagiove e San Nicola la Strada costituitesi comuni autonomi e Lodati decadde così dalla carica di sindaco.
Fu in seguito nuovamente eletto sindaco per un secondo mandato dal 1960 al 1964.